# Castrul roman de la Jac
Castrul roman se găsește pe teritoriul localității Jac, județul Sălaj, Transilvania, în locul numit Citera.

## Descriere
La aproximativ 500 m distanță de colțul vestic al dealului Pomet, și a castrului Porolissum, se găsește o înălțime izolată, cu trei părți, care se termină cu pante foarte abrupte. Pe această înalțime imperiul roman, în cadrul sistemului defensiv conceput la Porolissum, a construit un castru pentru trupele auxiliare care au staționat aici. Acesta a fost construit pe locul unei fortificații dacice.
Într-un studiu efectuat de către cercetătorul dr. Alexandru V. Matei și publicat în revista „Caiete Silvane” în 2007, cu titlul: „Fortificația dacică de pe dealul Citera de la Porolissum și transformarea acesteia într-un castru integrat în sistemul de apărare roman din poarta Meseșană” se precizează că: „Rolul acestei fortificații dacice inițiale era de a păzi și sigur de a vămui mărfurile ce treceau prin trecătoare la intrarea sau ieșirea lor dinspre actuala Depresiune a Silvaniei spre zona dinspre est adică Transilvania.”
În urma cercetărilor arheologice efectuate încă de prin anul 1958 de către prof. Mircea Rusu, și cele mai recente de către prof. dr. Horea Pop de la Muzeul județean Zalău, s-a constatat că acest castru de pe Citera, construit inițial din pământ (val cu șant) și apoi din piatră, avea formă dreptunghiulară cu dimensiunile de 200 x 300 m.
În aceeași lucrare amintită mai sus Al. Matei menționează că: „Predată probabil fără luptă, romanii folosesc incinta ca loc de campare imediată la cucerire în momentul sosirii trupelor romane aici la Porolissum. Ulterior, odată cu organizarea apărării întregii zone, integrează incinta definitiv în sistemul defensiv limes porolissensis construit și organizat de ei în Poarta Meseșană.”